# El Zapote, Mezquitic
El Zapote är en ort i Mexiko.   Den ligger i kommunen Mezquitic och delstaten Jalisco, i den centrala delen av landet, 600 km nordväst om huvudstaden Mexico City. El Zapote ligger 1 903 meter över havet och antalet invånare är 167.
Terrängen runt El Zapote är kuperad åt nordväst, men åt sydost är den bergig. Runt El Zapote är det mycket glesbefolkat, med 4 invånare per kvadratkilometer. Närmaste större samhälle är San Andrés Cohamiata, 7,9 km söder om El Zapote. I omgivningarna runt El Zapote växer huvudsakligen savannskog.